# Тарасівська сільська рада (Білоцерківський район)
| Тарасівська сільська рада — орган місцевого самоврядування у Білоцерківському районі Київської області з адміністративним центром у с. Тарасівка. Історична дата утворення: в 1921 році. Сільській раді підпорядковані населені пункти: - с. Тарасівка |

## Склад ради
Рада складається з 16 депутатів та голови.

### Керівний склад ради
| ПІБ                 | Основні відомості                                            | Дата обрання | Дата звільнення |
| ------------------- | ------------------------------------------------------------ | ------------ | --------------- |
| Козел Олег Павлович | Сільський голова, 1970 року народження, освіта, безпартійний | 26.03.2006   | 31.10.2010      |

Примітка: таблиця складена за даними джерела